# Горнолыжные курорты Беларуси
В Беларуси преобладает равнинный рельеф, лишь кое-где имеются возвышенности и низины. Колебания высот на территории страны незначительны. Самая высокая точка — гора Дзержинская в Минской области (345 метров над уровнем моря), самая низкая — Неманская долина в Гродненской области (80-90 метров над уровнем моря). Такие условия не благоприятствуют развитию горнолыжного спорта и созданию горнолыжных курортов.

## История
Долгое время на территории Беларуси любители горных лыж довольствовались необустроенными естественными возвышенностями, как например горка в районе деревни Бояры, где длина склонов составляла 150—200 м при перепаде высот 30 м. В 1974 был сдан в эксплуатацию Олимпийский спортивный комплекс «Раубичи» где помимо лыжных и биатлонных трасс и лыжных трамплинов имелся и акробатический склон, на котором в дальнейшем проходили этапы Кубка Европы по фристайлу.

## Развитие горнолыжных курортов в 2000-х

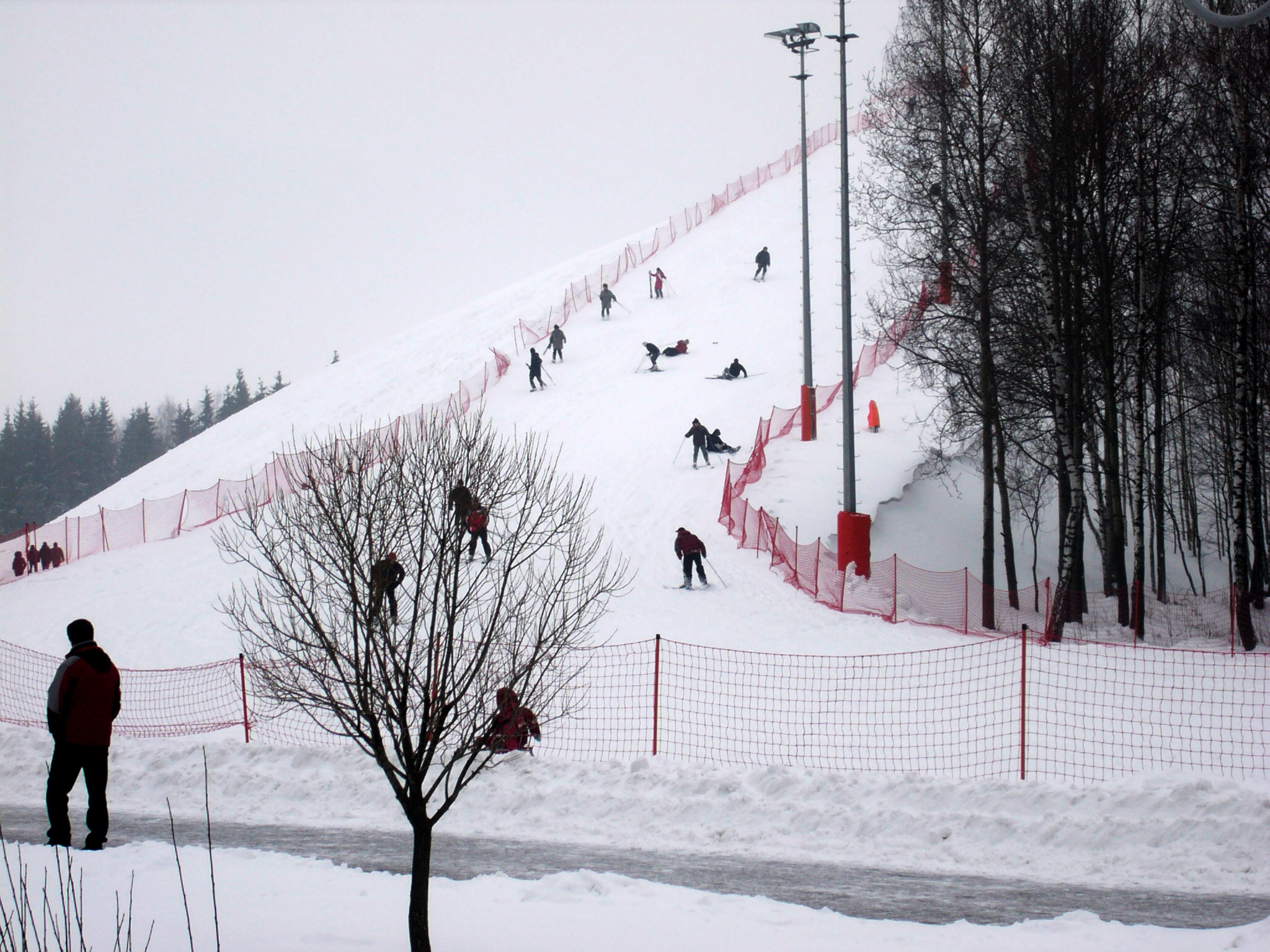
Одна из трасс в «Силичах»

В 2000-х с повышением благосостояния белорусов появился довольно значительный спрос на горнолыжные услуги. В результате в стране был открыт целый ряд комплексов, в полной мере заслуживающих звание «горнолыжный» (с обработанными, освещёнными трассами, оснащёнными подъёмниками, с развитой сопутствующей инфраструктурой). Первым из таких комплексов стал парк активного отдыха «Якутские горы», открытый в 2001 недалеко от деревушки «Якуты», перепад высот 60 метров, длина трассы 480 метров. За ним последовали два крупных центра, которые по своим характеристикам приблизились к европейским курортам (с учётом особенностей белорусского рельефа) и работают по европейским стандартам обслуживания горнолыжников-любителей и сноубордистов — это горнолыжный центр «Логойск», открытый в 2004, и горнолыжный центр «Силичи», открытый в 2005. Прямо в черте Минска на искусственной горе появился комплекс «Альпийский снег»